# Ian Wilson (artiste)
Pour les articles homonymes, voir Wilson et Ian Wilson.
Ian Wilson, né en 1940 à Durban (Afrique du Sud) et mort le 14 avril 2020, est un artiste conceptuel américano-sud-africain.

## Biographie et travail
Ian Wilson est né à Durban et vit à New York. Il travaille temporairement pour Art & Language.
En 1968, Wilson réalise sa dernière sculpture, Chalk Circle, et fait du mot « temps » son nouveau thème. Il décrit son travail comme une « communication orale » ou une « discussion ».
Ian Wilson est allé plus loin dans la dématérialisation de l'art que d'autres artistes de son temps, tels que Lawrence Weiner, Joseph Kosuth et Robert Barry. Il a présenté la communication orale comme l'objet réel et a ainsi libéré l'art à la fois du matériel tangible et d'un lieu lié au contexte. Le discours parlé échappe à toute tangibilité et devient l'incarnation de l'abstraction non visuelle. À la demande expresse de l'artiste, les conversations n'ont jamais été enregistrées et publiées. Seul un certificat signé par l'artiste sur l'heure et le lieu de l'événement peut être acheté. En 1986, Wilson a commencé à se consacrer au langage imprimé et une série de livres d'artistes tels que The Set of 25 Sections: 90-114, with Absolute Knowledge ont été créés.
Ian Wilson a assisté à la documenta 7 à Cassel en 1982.